# Im Dienste des Volkes
Im Dienste des Volkes ist ein Dokumentarfilm der Hochschule für Film und Fernsehen der DDR von Jörns Pfeiffer aus dem Jahr 1970.

## Handlung
Die alltägliche Arbeit eines Reviers der Deutschen Volkspolizei in Berlin-Karlshorst steht im Vordergrund dieses Films. Die Kamera begleitet einen Streifenpolizisten bei seinem Kontrollgang zur Einhaltung der Ordnung und Sicherheit in seinem Aufgabenbereich. Aber auch hier kommen Vergehen, wie der durch Schauspieler nachgestellte Autodiebstahl, vor. Gelangweilte Jugendliche entdecken einen unverschlossenen PKW Wartburg, in dem sogar noch der Zündschlüssel steckt. Diese Gelegenheit nutzen sie, um das Auto für eine Spritzfahrt zu entwenden. Der Besitzer kann nur noch hinterher sehen und ruft die Polizei an, um den Diebstahl zu melden. Sofort wird die Meldung an alle Polizeireviere weitergeleitet und auch der zu Beginn gezeigte Hauptwachtmeister Brandt wird mit erhöhter Aufmerksamkeit seinen Streifengang fortsetzen. Durch Hinweise aus der Bevölkerung kann er bald darauf das gestohlene Fahrzeug ausfindig machen, welches sich von den Dieben verlassen und verunfallt in einem Waldstück befindet. In Zusammenarbeit der Kriminalpolizei, Verkehrs- und Schutzpolizei werden die Spuren gesichert und die Täter ermittelt. In diesem Zusammenhang blickt die Kamera auch etwas hinter die Kulissen der Arbeit der Deutschen Volkspolizei und speziell eines Volkspolizeireviers.
In Berlin-Karlshorst finden in solchen Fällen dann Koordinierungsberatungen aller gesellschaftlichen Kräfte unter der Leitung des Abgeordneten Springer statt. Frau Börner, Abgeordnete im Stadtbezirk und Richterin sagt dazu: Es gibt hier ein System des regelmäßigen Erfahrungsaustausches und der komplexen Zusammenarbeit aller zuständigen staatlichen Organe und der gesellschaftlichen Organisationen, Einrichtungen und Betriebe und Bürger. Auch der geschilderte Autodiebstahl wird Bestandteil dieser Beratungen, in der Revierleiter Oberleutnant der VP Schuckert den Sachverhalt darlegt. Anschließend erfolgt eine Einschätzung der jugendlichen Autodiebe durch mehrere gesellschaftliche Kräfte. Die Beratung fasst alle Vorschläge für das weitere Verfahren zusammen und leitet sie an die entsprechenden Stellen weiter.

## Produktion und Veröffentlichung
Im Dienste des Volkes wurde mit dem Untertitel Aus der Arbeit unserer Volkspolizei als Schwarzweißfilm im Auftrag des Ministeriums des Innern der DDR, Hauptabteilung Schutzpolizei gedreht.
Eine Wiederaufführung fand am 1. Juli 2018 in der Reihe: Berlin.Dokument Nr. 79: Berlin – Ost-Berlin: Jugendliche Rowdys und Kleinkriminelle im Berliner Zeughauskino statt.